# Monastères du désert de Judée
Les ruines byzantines des monastères du  désert de Judée, entre la ligne Hébron-Jérusalem et le Jourdain, forment un ensemble remarquable de constructions étudié par les explorateurs et les archéologues depuis la fin du XIXe siècle. 
Cet article dresse une liste des  monastères chrétiens palestino-byzantins connus aux environs de l'an 2000.

## Introduction
Avec le développement du christianisme au IVe siècle, la Terre sainte est devenue le lieu de pèlerinage le plus significatif de la chrétienté. Certains pèlerins décidaient parfois d'y  rester et d'y commencer une vie monastique. Deux possibilités s'offraient à eux : la vie dans le « désert », que les environs de la ville sainte rendaient propice, et la vie à Jérusalem même, pour y accueillir les pèlerins et aussi, et surtout, pour y participer au culte liturgique, ce que montre bien par exemple la pèlerine Égérie. Le nombre important de monastères dans la liste des lieux de station de la liturgie de Jérusalem est aussi une manifestation de ce monachisme citadin.
Dans le système de vie au désert, les moines palestiniens pouvaient s'appuyer sur la tradition égyptienne où ce genre de vie est apparu en premier dans le christianisme, notamment dans la Thébaïde. Mais les moines palestiniens, saint Chariton puis saint Euthyme et saint Sabas, sont à l'origine d'un système original, le système des laures. Ce genre de vie consiste à vivre, dans la vie de tous les jours, plus ou moins en solitaire dans le monastère tout en se réunissant une fois par semaine à la chapelle où les ermites célèbrent la Passion et la Résurrection du Christ chaque semaine. Le monastère est aussi le lieu d'approvisionnements et de services. On peut y comparer en Occident le système cartusien, ou le système idiorythmique au Mont Athos.
Les sources littéraires, principalement Cyrille de Scythopolis et Jean Moschus (dans Le Pré Spirituel ) permettent ainsi de distinguer plusieurs « cycles », c'est-à-dire plusieurs traditions monastiques centrées autour de l'un des trois fondateurs, dont le plus important, saint Sabas, est resté aujourd'hui une des principales références du monachisme byzantin.
Cette liste comprend le nom principal suivi de la datation du site, du nom de celui qui l'a identifié, de la date de la découverte et enfin de la référence au numéro du monastère dans les catalogues de Vailhé (1899-1900) et Hirschfeld (1990). C'est là, en particulier chez Hirschfeld, que l'on trouvera une carte permettant de localiser les sites sur le terrain.

## Cycle de Chariton
1. Laure de Qalamon (~ 320- VIIIe s.). Découverte par Féderlin en 1903[4].
2. Laure de Pharan (~ 320 - VIIe s.). Découverte par  Marti 1880[5], restaurée et épisodiquement occupée par l’Église orthodoxe russe.
3. Laure d’Elpide, Duqa (~ 325 - Ve s. ?). Découverte par von Riess en 1896[6]. Monastère aujourd'hui restauré au mont de la Tentation, le monastère de la Tentation.
4. Vieille Laure, Shuqa ou Souka (~ 330 - XIIIe s.). Découverte par von Riess, 1896[7].
5. Ermitage de Soussakim (attesté en 524)[8].
6. Petit Monastère (IXe s.). Découvert par Hirschfeld en 1990[9].
7. Monastère de Denys et Théodose (IXe s.). Découvert par Hirschfeld en 1990[10].

## Cycle d’Euthyme
1. Monastère de Théoctiste (421 - XIIe s). Découvert par Féderlin en 1894[11].
2. Laures de Marda (~ 426 - VIe-VIIe siècle). Découverte par le père Lagrange en 1894[12].
3. Kaparbaricha (~ 426 - VIIe siècle). Découverte par Hirschfeld en 1985[13].
4. Laure (Monastère) Saint-Euthyme (428 - XIIe siècle). Découverte par Furrer en 1880 (visitée par Guérin en 1874)[14].
5. Laure de Marinos ou Photinos (~ 440 - VIIe siècle). Découverte par le père Corbo en 1955[15].
6. Monastère de Louqas (~ 440 - VIIe siècle). Découvert par Vailhé en 1900[15].
7. Tour d’Eudocie, Monastère de Jean le Scholaire (~ 455 - VIIe siècle). Découverte par Furrer en 1880[16].
8. Laure de Gérasime (~ 455 - XIIIe siècle). Découverte par Féderlin en 1903[17]. Monastère aujourd'hui restauré.
9. Monastère de Markianos (~ 455 - VIIe siècle ou IXe siècle ?). Découvert par von Riess en 1896[18].
10. Monastère de Saint-Pierre (459 - VIIe siècle). Découvert par Schneider en 1934[19].
11. Monastère de Martyrios (~ 465 - VIIe siècle). Découvert par van Kasteren en 1890[20]. Aujourd'hui site touristique impressionnant à Ma'aleh Adumim.
12. Monastère d’Élias (id.). Découvert par Féderlin en 1903[21].
13. Monastère des Eunuques (id.). Découvert par Féderlin en 1903[22].
14. Monastère de Gabriel (id.). Découvert par le père Corbo en 1951[23].

## Cycle de Sabas
1. Monastère de Théodose (~ 470 - XVIe siècle). Monastère restauré[24].
2. Monastère  de Théognios (~ 475 - VIIe siècle). Découvert par le père Corbo en 1955[25].
3. Monastère  d’Eustathe (Ve - VIe siècle). Découvert par Hirschfeld en 1990[26].
4. Laure de Sabas (peu avant 483). Présence ininterrompue (Monastère Mar Saba)[27].
5. Monastère  du Castellion (492) - Xe siècle). Découvert par Palmer en 1881[28], construit sur les ruines de la forteresse hasmonéenne et hérodienne de Hyrcania.
6. Mikron (493 - VIe siècle). Découvert par le père Corbo en 1958[29].
7. Nouvelle Laure (~ 455 - VIIe siècle). Découverte par Hirschfeld en 1985[30].
8. Monastère du Spélaion (508 - VIIe siècle). Découvert par Furrer en 1880[31].
9. Laure des Sept-Bouches (510 - VIIe siècle). Découverte par Delau en 1899[32].
10. Monastère de Zannos (511 - VIIe siècle). Découvert par Hirschfeld en 1983[33].
11. Monastères de Sévérien (~ 515 - VIIe siècle). Découverts par Hirschfeld en 1990[34].
12. Laure de Firmin (~ 515 - VIIe siècle). Découverte par le père Lagrange en 1889[35].
13. Laure des Tours (~ 515 - VIIe siècle). Observée par Féderlin en 1903[36].
14. Laure de Jérémias (531 - VIIe siècle). Découverte par Palmer en 1881[37].
15. Laure de la Source (avant 553 - VIIe siècle). Découverte par Hirschfeld en 1990[38].
16. Soubiba des Besses (avant le début du VIe s. - VIIe siècle). Observée par Féderlin en 1903[39].

## Cycle deJean Moschus(identification incertaine)
1. Monastère du Penthoukla (? - VIIe siècle). Découvert par Féderlin en 1903[40].
2. Laure de Pierre (id.). Découverte par Féderlin en 1903[41].
3. Monastère de Chorembé (id.). Observé par Abel en 1938[42].
4. Soubiba des Syriens (id.). Découverte par Féderlin en 1903[43].
5. Laure des Éliotes (id.). Découverte par Féderlin en 1903[44].
6. Monastère de Phasaël (id.). Découvert par Augustinovic en 1950[45].
7. Monastère de Kopratha (id.). Découvert par Abel en 1938[46].
8. Monastère des Étrangers (id.). Découvert par von Riess (1896) et Senès (1953)[47].
9. Monastère de Néelkéraba (id.). Découvert par von Riess en 1895[48].
10. Monastère de Panteleimôn (id.). Découvert par  // [49]
11. Monastère de Saint-Serge (id.). Découvert par Féderlin (1903) et Vailhé (1900)[50].

## Autres monastères identifiés
1. Monastère de Choziba (~ 470 - XIIe siècle). Monastère restauré[51].
2. Monastère des Lazes (Ve -VIIe siècle). Découvert par le père Corbo en 1955[52].
3. Monastère de Saint-Jean-Baptiste (Ve-VIe siècle - ?). Monastère restauré[53].
4. Monastère de Sapsas (Ve-VIIe siècle). Découvert par Féderlin en 1903[54].
5. Monastère de Galgala (avant le VIe siècle - VIIe siècle). Découvert par Guérin en 1874[55].
6. Monastère de Saint-Adam (attesté au IXe siècle). Découvert par Milik en 1960[56]
7. Monastère de l’Hérodion (avant le VIe siècle - VIIe siècle). Découvert par Zias en 1986[57].

## Sites monastiques inconnus
- H 43- 50
- H 53-54
- H 58-64 (+ ermitages: H B-I)
- etc. !

## Noms de monastère non-identifiés
- H 8’-9’
- V 3, 5, 23, 62 (Xe - XIIe siècle)
- etc. !